# Max-Holste MH-1521 Broussard
Pour les articles homonymes, voir Broussard.
Le Max-Holste MH-1521 Broussard, conçu par  l'ingénieur Max Holste, est un avion de liaison et d'observation principalement utilisé dans les armées françaises entre 1956 et 1993.

## Conception et développement
Le Max-Holste MH-1521 Broussard, conçu par  l'ingénieur Max Holste, est un avion de liaison et d'observation, extrapolé du MH-152, monoplan à aile haute haubanée entièrement métallique, qui connut un vif succès tant auprès des civils que des militaires. Cet appareil particulièrement robuste, demandant peu d'entretien, pouvant opérer à partir de terrains non aménagés, peut être classé dans la catégorie des avions ADAC.
Son concurrent est, à l'époque, le de Havilland Canada DHC-2 Beaver, auquel il est assez semblable.

## Production
Trois cent quatre-vingt-seize Broussard (dont quarante-sept MH-1521C civils) ont été produits à Reims.

## Variantes
MH-152
Prototype avant série du Broussard, motorisé avec un V-8 à pistons inversés Salmson 8 As.04 de 220 ch. 1 Exemplaire.
MH-1521
Prototype. 5 construits ainsi que 2 exemplaires de préproduction et 19 autres en variante militaire.
MH-1521A
Variante destinée à l’épandage agricole.
MH-1521C
Modèle destiné au marché civil. 52 exemplaires construits.
MH-1521M
Modèle militaire. 318 exemplaires.
MH-1522M
Variante basée sur le MH.1521, pourvue de becs de sécurité de bords d'attaque afin d'améliorer les qualités d'envol et d'atterrissage. 1er vol le 11 février 1958.
MH-153
Prototype MH.152 motorisé avec un turbomoteur Turbomeca Astazou de 320 ch (240 kW) . 1er vol en juin 1957.

## Carrière opérationnelle

### Militaire
Ils servirent en France dans l'Armée de l'Air, dans l'Aéronavale , dans l'ALAT, auprès de petites compagnies aériennes ainsi qu'auprès de clubs de parachutisme sportif, et également dans une quinzaine d'autres pays.
Les Broussard militaires MH-1521M  entrent en service dès 1957, ils participent à la guerre d'Algérie comme avion de liaison, d'observation, de transport de matériel et de blessés; l'un d'entre eux a été piloté par l'as français de la Seconde Guerre mondiale Pierre Clostermann.

### Civil
Le Broussard connaît également une vie dans le milieu civil comme avion de largage de parachutistes, d'épandage agricole et de tourisme.

## Pays opérateur
Argentine
- Fuerza Aérea Argentina
- Gendarmería Nacional Argentina

 Bénin
- Forces Aériennes du Benin[3]

 Cambodge
- កងទ័ពជើងអាកាស (Force aérienne royale cambodgienne)

 Cameroun
- Armée de l'air du Cameroun[3]

 République centrafricaine
- Force aérienne Centrafricaine[3]

 Tchad
- Force aérienne tchadienne[4]

 France
- Armée de l'air
- Aviation Légère de l'Armée de Terre (ALAT)
- Marine nationale
- Sécurité Civile

 Côte d'Ivoire
- Armée de l'air

 Djibouti
- Force aérienne de Djibouti[5]

 Gabon
- Armée de l'air gabonaise[6]

 Madagascar
- Armée de l'air

 Mali
- Force aérienne

 Mauritanie
- Force aérienne islamique de Mauritanie[7]

 Maroc
- Forces royales air[8]

 Niger
- Force aérienne

 Portugal
- Força Aérea Portuguesa[9]

 Sénégal
- Armée de l'air sénégalaise

 Togo
- Force aérienne togolaise[10]

 Haute-Volta
- Force Aérienne de Haute-Volta[10]

Les MH-1521C (civil) ont été utilisés par la France, l'Argentine, l'Espagne, le Gabon et par des propriétaires privés.

## Survivants
En 1987, après que le Broussard no 272 fut détruit dans un crash tuant trois membres d'équipage, l'armée de l'air décide de mettre un terme à son service. La plupart des avions restants ont été vendus dans le milieu civil.
Le dernier Max-Holste MH-1521 Broussard ayant servi dans l'Armée de l'air est le no 305, qui est retiré du service en 1987, et qui est aujourd'hui visible au Musée de l'aéronautique locale de Bétheny (après avoir été exposé sur la base aérienne 112 de Reims).
Le dernier vol du Broussard no 281 dans l'Armée de Terre a lieu à Montauban en 1993. Il est aujourd'hui stocké dans les réserves du musée de l'ALAT à Dax.
En France, la DCAN sera le dernier opérateur du Broussard à titre militaire.
Après le retrait des derniers appareils en France, environ une vingtaine d'avions sont encore en service dans des États africains comme la Mauritanie, Madagascar, le Maroc, la Côte d'Ivoire ou le Togo, le dernier d'entre eux a été retiré du service en 1998.
Un ancien exemplaire de Brittany Ferries est aussi utilisé pour servir de navette au Cricri, avion de voltige léger.
Un autre exemplaire militaire, autrefois exposé au musée de Forges-les-Eaux est depuis quelques années, préservé au musée de l'Aviation de Warluis près de Beauvais dans l'Oise. La cabine est accessible au public.

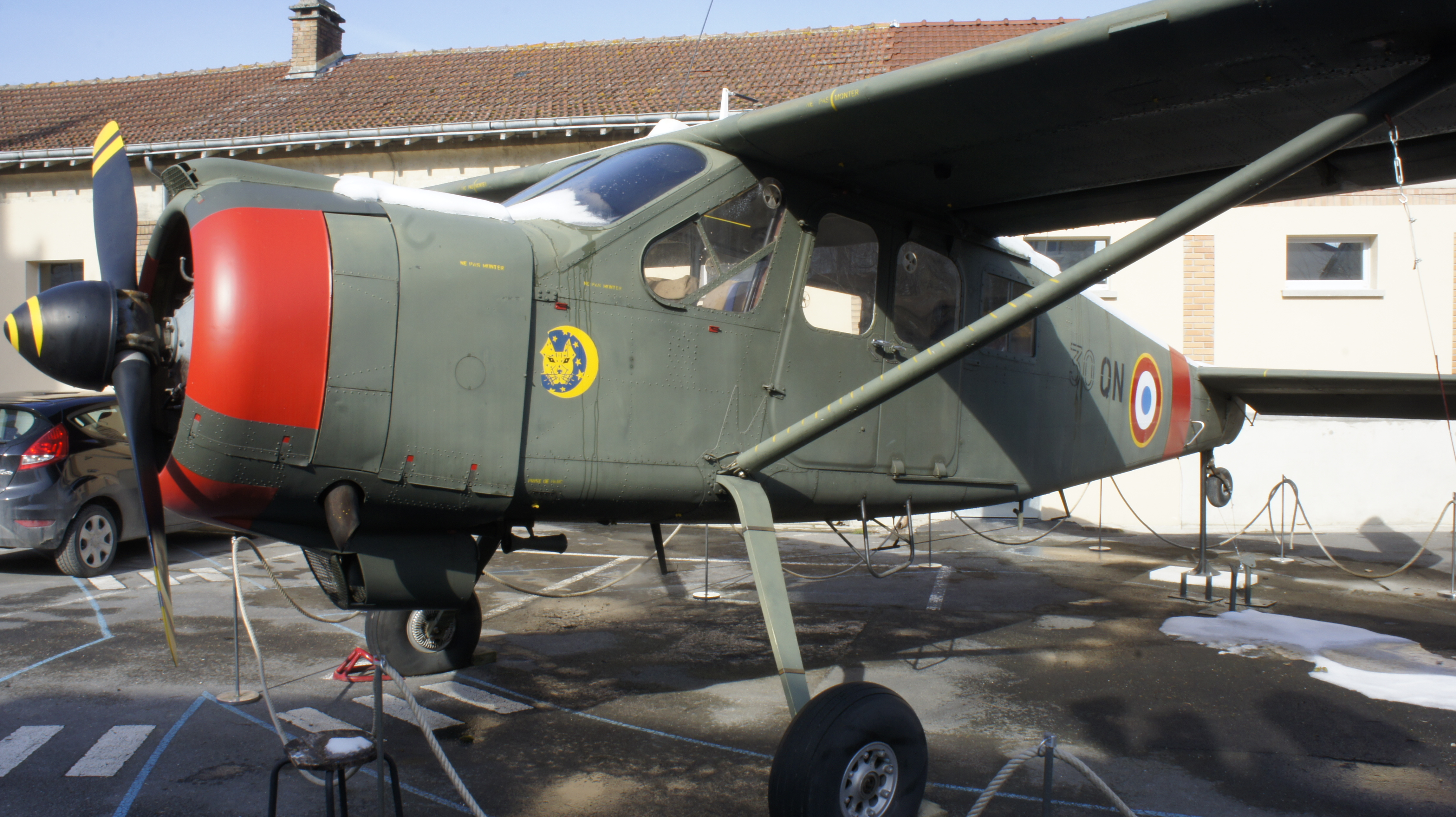
Le Broussard no 305 visible à Bétheny (Marne), dans la cour du Musée de l'aéronautique locale. L'appareil, jadis exposé sur la base aérienne 112 de Reims, est aux couleurs de l'escadron d'entraînement tout temps 12.030 « Hautvillers ».
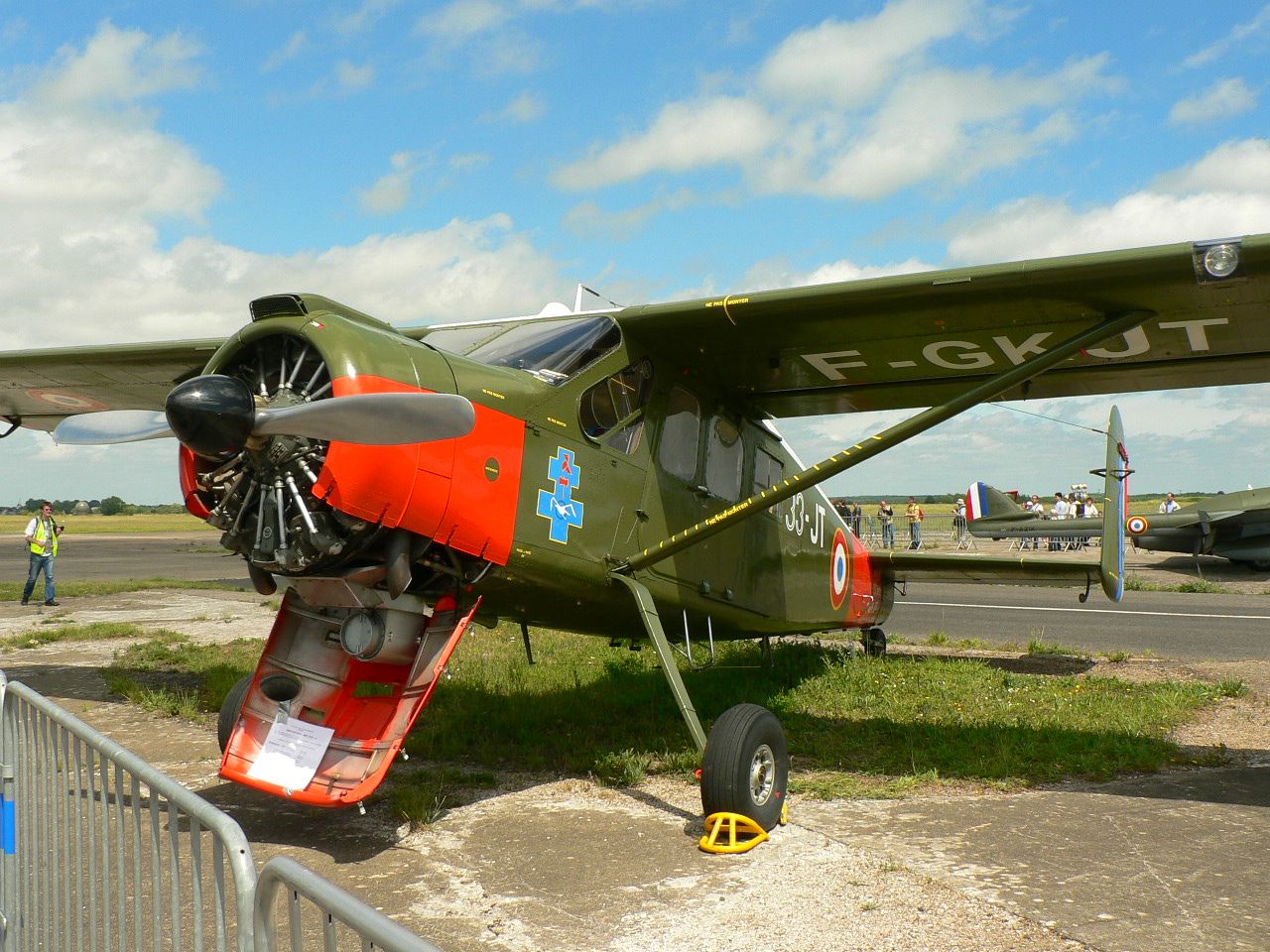
Le Broussard restauré aux couleurs de la 33e escadre de reconnaissance de l'Armée de l'air.
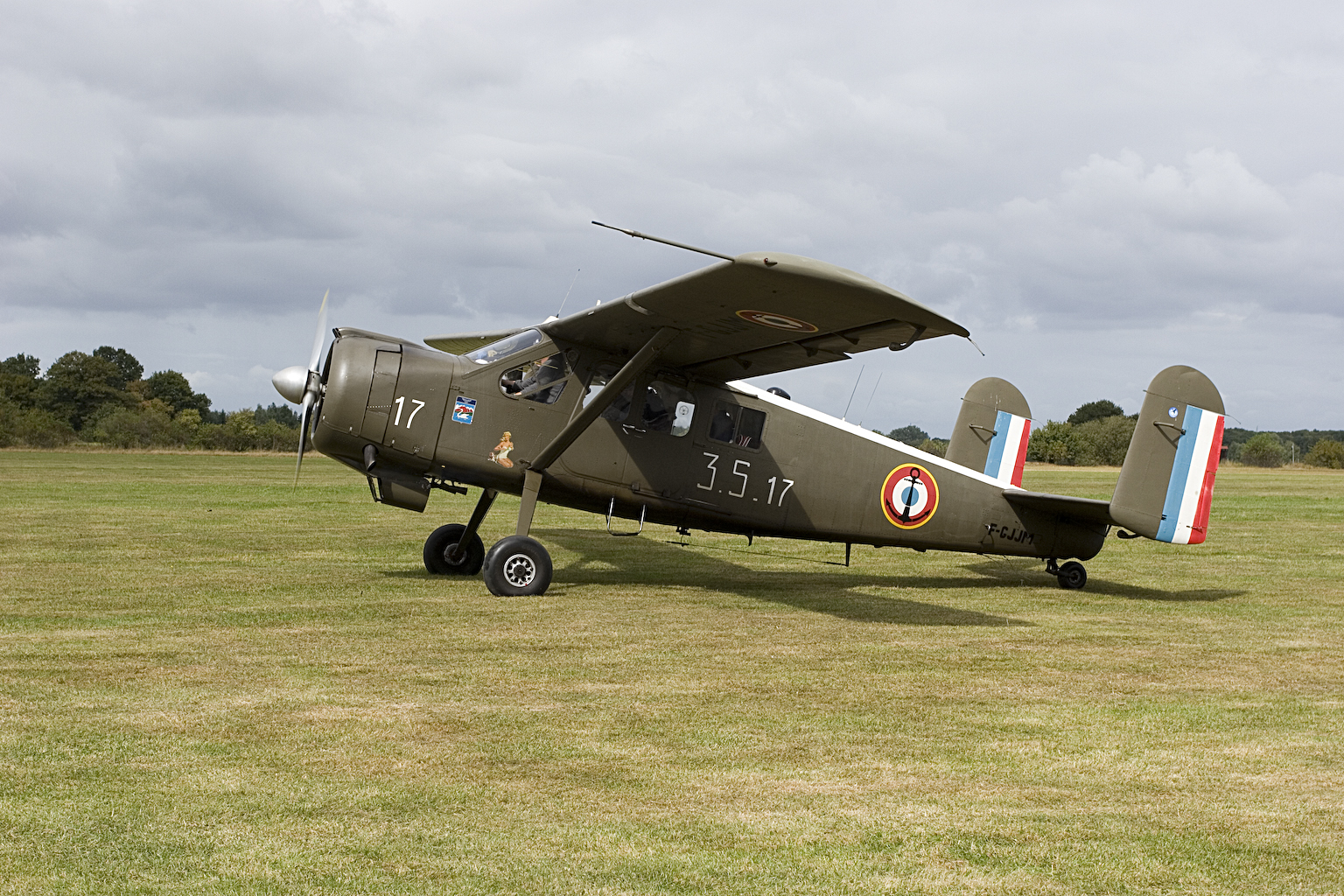
Le Broussard F-GJJM, en 2009.
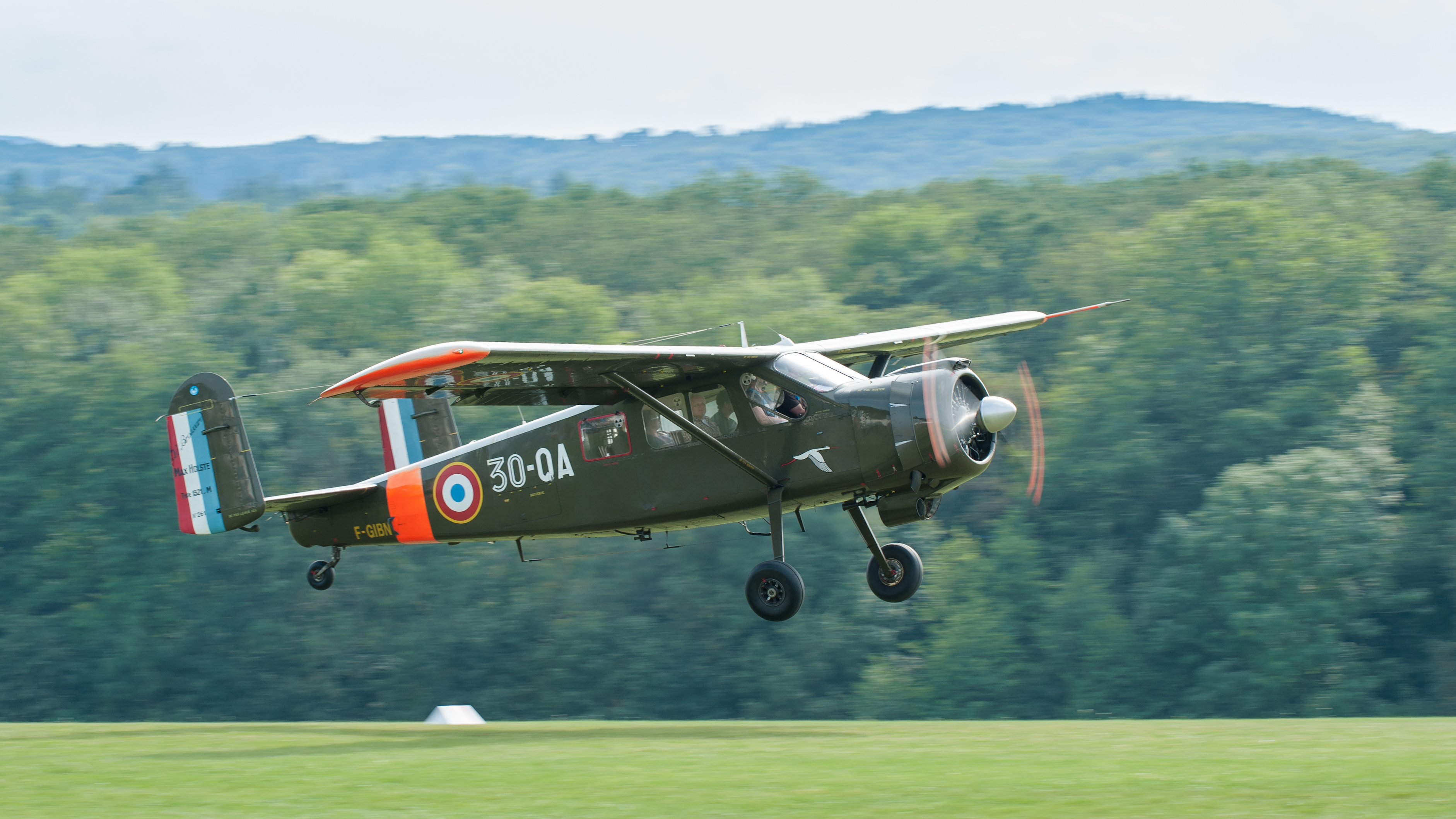
Max Holste MH-1521C Broussard en démonstration sur l'aéroport Hahnweide de Kirchheim unter Teck, en 2013.